# Lavandula latifolia
Lavandula latifolia é uma espécie de planta com flor pertencente à família Lamiaceae conhecida popularmente como lavanda portuguesa ou alfazema-brava. 
A autoridade científica da espécie é Medik., tendo sido publicada em Histoire des Plantes de Dauphiné 2: 363. 1787.

## Portugal
Trata-se de uma espécie presente no território português, nomeadamente em Portugal Continental.
Em termos de naturalidade é introduzida na região atrás indicada. É  assumida como autóctone – apófito.

## Protecção
Não se encontra protegida por legislação portuguesa ou da Comunidade Europeia.